# Artaxias II.
Artaxias II. (auch Artaxes oder Artashes genannt; auf Armenisch: Արտաշես Երկրորդ) war König von Armenien und regierte von 34 v. Chr. bis 20 v. Chr. Er war der älteste Sohn von Artavasdes II. und wurde von den Armeniern auf den Thron gehoben, als sein Vater 34 v. Chr. in Gefangenschaft des römischen Triumvirn Marcus Antonius geraten war. Zunächst war er gezwungen, vor Antonius nach Parthien zu König Phraates IV. zu fliehen. Nach Armenien kehrte er mit Hilfe der Parther zurück, die auch Artavasdes II. von Media Atropatene, einen Feind seines Vaters, besiegten. Artaxias ließ nun alle Römer, die sich noch in seinem Herrschaftsgebiet befanden, exekutieren. Als Artaxias Gesandte nach Rom schickte, die die Freilassung seiner von den Römern festgehaltenen Verwandten erreichen sollten, verweigerte Kaiser Augustus dies. 
Um 20 v. Chr. bekundeten die Armenier in einer Botschaft an Augustus ihren Unwillen, Artaxias II. weiter als König zu behalten, und forderten, stattdessen seinen Bruder Tigranes III. (damals in römischem Gewahrsam in Alexandria, Ägypten) einzusetzen. Augustus erklärte sich einverstanden und sandte eine kleine Armee unter dem Befehl von Tiberius, um Artaxias II. abzusetzen. Bevor sie eintrafen, war Artaxias II. jedoch schon von einigen seiner anderen Verwandten ermordet worden, und die Römer inthronisierten Tigranes III. unwidersprochen.